# Verbovi Log
Verbovi Log (en rus: Вербовый Лог) és un poble (un khútor) de l'óblast de Rostov, a Rússia, que en el cens del 2010 tenia 1.042 habitants, pertany al districte de Dubóvskoie.